# Peso (Covilhã)
Peso is een plaats (freguesia) in de Portugese gemeente Covilhã en telt 780 inwoners (2001).